# Out of Bounds
|  | Denne artikel er oprettet af botten PalnaBot ud fra en ekstern database. Den kan derfor have sproglige fejl eller mangler. Denne skabelon kan fjernes efter kontrol af indholdet. |

Out of Bounds er en animationsfilm instrueret af Viktoria Piechowitz efter manuskript af Uri Kranot.